# Sara Boldú Botam
Sara Boldú Botam (Les Borges Blanques, 30 de juliol de 1977) és una artista visual catalana que treballa amb videoart i fotografia, aconseguint que ambdues tècniques es complementin en les seves exposicions.

## Trajectòria
Sara Boldú estudià Realització de Projectes Audiovisuals i Espectacles a l'Escola de Mitjans Audiovisuals de Barcelona (EMAV, 2000). El 2007 començà a treballar com a càmera d'esports a Betevé. Des del 2007 ha realitzat més de 300 documentals de temàtica social, de denúncia i retrats de la vida quotidiana per al Canal 24 Horas de Televisió Espanyola (RTVE), així com a freelance, amb col·laboracions en múltiples mitjans com ara MTV, Al Jazeera, All Music Italia, O Globo, NHK Kōhaku Uta Gassen, Antena 3, Tele 5 i TV3.

## Els artistes van amb tractor
El 2018, Boldú inicià una sèrie on enregistrava amb un dron l'activitat agrícola. Aquesta acabà donant lloc a un projecte en forma de pàgina web i, alhora, una exposició itinerant que s'ha exhibit en més d'una trentena de sales d'exposicions de la geografia catalana com l'espai de fotografia Francesc Català-Roca, l'ermita de Sant Antoni d'Os de Balaguer, la Granadella o Susqueda, entre d'altres. Titulada «Els artistes van amb tractor», Boldú recorre el món rural vinculat a la seva infància per donar-lo a conèixer al públic. De la mà d'alguns pagesos, l'artista documenta els diversos estadis en què es va transformant el camp durant l'any a través de fotografies aèries. Les imatges ens parlen de tradicions ancestrals que estan en procés de desaparició, del territori, de productes locals i la seva gent. Aquestes imatges s'acompanyaven de codis QR, complementant les imatges amb vídeos on entrevista els pagesos.
D'aquesta manera, l'artista visual mostra la transformació del paisatge causada per l'acció humana a través de l'agricultura. Les seves fotografies són un homenatge líric al camp i la pagesia. Així, capta la bellesa de les Garrigues donant veu a una amalgama de morfologies canviants durant l'any amb una àmplia paleta cromàtica que parla per ella mateixa.
Altres projectes de l'artista es submergeixen en l'àmbit dramàtic, on ha realitzat videoprojeccions per a obres teatrals, com ara Temps (2015), interpretada per Quim Masferrer, de Teatre de Guerrilla.

## Premis
El 2020 guanyà el Premi especial del jurat al millor reportatge presentat al 31è Premi Internacional Pica d’Estats, premi dedicat als professionals del mitjans de comunicació, amb l'obra «Els artistes van amb tractor».